# Emmanuel Nunes
Pour les articles homonymes, voir Nunes.
Emmanuel Nunes, né le 31 août 1941 à Lisbonne et mort le 2 septembre 2012 à Paris, est un compositeur portugais, installé en France depuis 1964. Il fut professeur de composition musicale au Conservatoire national supérieur de musique de Paris de 1992 à 2006.

## Biographie
Emmanuel Nunes, de son nom complet Emanuel Fito Ricoca Nunes, étudie l'harmonie et le contrepoint à l'Académie de musique de Lisbonne avec Francine Benoît ainsi que la philologie grecque et allemande et la philosophie à l'Université de Lisbonne. Il participe aux Internationale Ferienkurse für Neue Musik de Darmstadt donnés par Pierre Boulez (1965) et Henri Pousseur (1964). Il suit les cours de composition d'Henri Pousseur et de Karlheinz Stockhausen à Cologne,.
En 1971, il est titulaire d'un Premier Prix d'esthétique musicale dans la classe de Marcel Beaufils au Conservatoire national supérieur de musique de Paris. Il entreprend alors une thèse de musicologie à la Sorbonne sur Anton Webern.
Il a enseigné depuis les années 1980 à la Fondation Gulbenkian de Lisbonne, à l'université Harvard, au Conservatoire national supérieur de musique de Paris et aux cours de Darmstadt. De 1986 à 1992, il enseigne la composition à la Musikhochschule de Fribourg-en-Brisgau.
Il est nommé officier des Arts et des Lettres en 1986,.
De 1992 jusqu'en 2006, Nunes est professeur de composition musicale au Conservatoire national supérieur de musique de Paris, où il a eu comme élèves, entre autres, Pedro Amaral, Sébastien Béranger[réf. souhaitée], Jérôme Combier, Luis Fernando Rizo-Salom et Roque Rivas.
Il meurt le 2 septembre 2012 à 71 ans,.

## Distinctions
- Officier de l'ordre des Arts et des Lettres (1986)
- Doctorat honoris causa de l'Université Paris-VIII-Vincennes-Saint-Denis (1996)[15]

## Choix d'œuvres
- Degrés, pour trio à cordes (1965)
- Seuils, pour grand orchestre (1966-1967, rév. 1977)
- Le Voile tangent, pour quatuor à cordes (1967)
- Litanies du feu et de la mer no 1 (1969) et no 2 (1971), pour piano
- Omens, pour 9 instruments (1972, rév. 1975)
- Fermata, pour orchestre et bande magnétique (1973)
- Nachtmusik, pour alto, violoncelle, clarinette basse, cor anglais, trombone, et 3 synthétiseurs (1973-1977)
- Voyage du corps (1re partie), pour 28 voix mixtes en 7 quatuors, 3 x 2 modulations d'amplitude et bande magnétique (1974-1976)
- Es webt, pour 21 cordes et 13 vents (1973-1975)
- Minnesang, pour 12 voix mixtes (1976)
- 73 Oeldorf 75, pour 3 bandes magnétiques et 2 orgues électriques (1975)
- Einspielung I, pour violon seul (1979)
- Einspielung II, pour violoncelle seul (1980)
- Einspielung III, pour alto seul (1981)
- Nachtmusik II, pour orchestre (1982)
- Stretti, pour 2 orchestres (1983)

## Discographie
- Litanies du feu et de la mer nos 1 et 2 - Alice Ader, piano (janvier 1998, Adda / Accord 242812) (OCLC 492804425) (BNF 38534732)
- Musik der frühe & Esquisses, Ensemble intercontemporain & Quatuor Arditti, Erato, 1990.
- Lichtung I & Lichtung II, Ensemble intercontemporain, Musidisc, 2003.
- Improvisation 2 - Portrait - La main noire - Versus 3, Christophe Desjardins, Aeon, 2007.